# 유리사
유리사(Yurisa, 본명: 박선혜, 1992년 4월 2일 ~ )는 한국의 로리타 패션 모델, 코스튬 플레이어이다. 커버송 유튜브로 2018년 11월 17일부터 활동 중이다. 유리사라는 이름은 대전액션게임 킹 오브 파이터즈의 캐릭터 중 한 명인 유리 사카자키로부터 따 왔다.

## 활동

### 모델 및 연예계
온라인 쇼핑몰 '고로케샵'의 피팅 모델로 활동하던 유리사는 2014년부터 자신의 촬영 사진을 루리웹, 웨이보 등에 게재하였다. 이 사진들로 유리사는 중국 넷상에서 '신비소녀' 등의 별명으로 불렸고, 웨이보 가입 3주만에 팔로워 50만명 기록, 중국 포털사이트 텐센트 유저들이 뽑은 '닮고 싶은 배우' 1위에 오르는 등의 긍정적인 반응을 얻었다. 이후 넥슨 데브켓 스튜디오의 TCG '마비노기 듀얼'의 홍보 모델로 발탁되었다. 2015년 7월에는 스타하우스엔터테인먼트에 스카웃되었다. 같은 해 개최된 차이나조이 2015에 참석하였다. 2016년에는 중국의 라진 뮤직과 소속 계약을 맺었다. 같은 해 '건프라 엑스포'에 초청되었다.

### 코스프레 관련
유리사는 초등학교 시절부터 코스프레를 즐겼다고 한다. 유리사는 2015년 중국 북경 문화부가 주최하는 '제12회 애니메이션 박람회' 중 최고의 코스튬 플레이어 (Coser) 대회에서 특별상을 수상하였다. 2018년 유리사는 부천국제만화축제 중 이데일리와의 인터뷰에서 코스프레를 '자기가 좋아하는 캐릭터가 되는 과정'이라 정의하면서, "5년 전만 해도 코스프레를 하는 분은 극히 소수였으나 이제는 숫자도 늘고 연령층도 10대부터 3040세대까지 다양해졌다"며 코스프레의 폭이 넓어졌다고 말했다.
2019년에는 대구의 게임 행사 e-fun 2019에서 코스프레 심사위원으로 활동하였다.

### 가수 활동
유리사는 2015년 '제16회 애니사운드 페스티벌'에서도 초대되어 애니송 메들리를 부른 것을 시작으로, 2018년부터 자신의 유튜브에서 커버송 활동을 하였다. 2019년 10월에는 모바일 RPG 게임 엑소스 히어로즈의 OST '얼음눈물'을 불렀다.

### 기타 활동
2015년에 아시아 스타 자선 골프 대회에 참석하였다.
2016년에는 멘사 회원으로 가입되었다.

## 홍보모델

### 게임
| 게임명          | 서비스사     | 활동 시작일자 | 비고                                |
| --------------- | ------------ | ------------- | ----------------------------------- |
| 마비노기 듀얼   | 넥슨         | 2014년 10월   |                                     |
| 카발2           | 이스트소프트 | 2015년 10월   | 게임의 대만 서비스 개시로 모델 발탁 |
| 요괴요          | 쿤룬코리아   | 2016년 1월    |                                     |
| 전민대주재      |              | 2016년 7월    |                                     |
| 엑소스 히어로즈 | 라인게임즈   | 2019년 10월   | 게임 OST, MV 제작 참여              |

### 행사 및 브랜드
| 행사명                  | 날짜       | 비고                  |
| ----------------------- | ---------- | --------------------- |
| 홍대던전                | 2017년 6월 | 6월 4일 일일점장 활동 |
| 제21회 부천국제만화축제 | 2018년 5월 |                       |